# Lety (ort i Tjeckien, Södra Böhmen)
Lety är en ort i Tjeckien.   Den ligger i regionen Södra Böhmen, i den centrala delen av landet, 70 km söder om huvudstaden Prag. Lety ligger 451 meter över havet och antalet invånare är 288.

## Topografi och klimat
Terrängen runt Lety är platt. Runt Lety är det glesbefolkat, med 8 invånare per kvadratkilometer. Närmaste större samhälle är Příbram, 20,0 km norr om Lety. Trakten runt Lety består till största delen av jordbruksmark.

## Letys koncentrationsläger
Under andra världskriget fanns på orten Letys koncentrationsläger(en) där framförallt personer av romsk härkomst internerades. Området togs efter kriget i anspråk av en grisfarm. I juli 2022 påbörjades rivning av grisfarmen i syfte att skapa en minnesplats för lägret och de nazistiska folkmorden på romska folkgrupper under andra världskriget.